# Трампове судноплавство
Трампове судноплавство — це нерегулярні рейси морських суден без чіткого розкладу, які здійснюються на основі угода між судновласником і суб'єктом ЗЕД. Трампові судна (англ. tramp — бродяга) складають половину одиниць світового флоту, займаються вільним перевезенням випадкових, попутних вантажів. Вони не прив'язані до певних географічних точок і не обтяжені довгостроковими контрактами на перевезення.
Трампові судна перевозять:
- масові вантажі (ліс, руду, вугілля, зерно);

- генеральні вантажі — це упаковані та не упаковані товари, штучні вантажі (устаткування, хімікати, автомобілі);

- готова промислова продукція;

- напівфабрикати;

- продукти харчування.

Трампове судноплавство здійснюється на основі укладання чартерних договорів, тобто договір(контракт) між власником транспортного судна і суб'єктом ЗЕД на перевезення вантажу.
Транспортний флот є головним елементом матеріально-технічної бази морського транспорту. До його складу входять судна різних типів, розмірів і призначення.
Виділяють такі дві форми організації перевезень:
- лінійне (регулярне) судноплавство;
- трампове (нерегулярне) судноплавство.

Міжнародне лінійне судноплавство організовується морськими перевізниками на стійких географічних напрямах міжнародної торгівлі. Особливостями лінійного судноплавства є закріплення суден на даному напряму та регулярні заходи у порти заздалегідь визначеним розкладом. Основним документом при оформленні перевезення вантажу в міжнародному лінійному судноплавстві є коносамент (bill of lading).
Коносамент — це розписка, що підтверджує прийняття до перевезення вантажу; контрактом на перевезення вантажу; вантажним розпоряджувальним документом.
Міжнародне трампове судноплавство характерне тим, що судна експлуатуються на нерегулярній основі. Вони не закріплюються за визначеними напрямами, а вільно переміщуються з однієї сфери фрахтового ринку в другу залежно від попиту на тоннаж, пропозицій товаровідправників та товароотримувачів здійснити певний обсяг транспортної роботи. Трамповими (англ. Tramp) називаються судна, які здійснюють нерегулярні рейси, без чіткого розкладу. Трамповими суднами транспортують в основному масові вантажі: деревину, руду, вугілля, зерно, нафтопродукти та інші вантажі, що перевозяться навалом чи наливом. Договір на перевезення вантажів трамповими суднами укладається у вигляді чартеру (charter-party).